# Ближняя Тулупиха
Ближняя Тулупиха (в нижнем течении Тулупиха) — река в России, протекает по Порецкому району Чувашской Республике. Левый приток реки Меня.

## География
Река Ближняя Тулупиха берёт начало восточнее села Никулино. Течёт на запад по открытой местности. Выше деревни Бахмутово сливается со своим правым притоком, рекой Дальняя Тулупиха, и далее течёт как Тулупиха. Протекает через деревню Бахмутово и село Анастасово, после чего впадает в Меню. Устье реки находится в 8,2 км от устья Мени. Длина реки составляет 12 км.

## Данные водного реестра
По данным государственного водного реестра России относится к Верхневолжскому бассейновому округу, водохозяйственный участок реки — Сура от устья реки Алатырь и до устья, речной подбассейн реки — Сура. Речной бассейн реки — (Верхняя) Волга до Куйбышевского водохранилища (без бассейна Оки).
Код объекта в государственном водном реестре — 08010500412110000039111.

## Топографическая карта
- Лист карты N-38-33 Порецкое. Масштаб: 1 : 100 000. Состояние местности на 1984 год. Издание 1989 г.